# Orlando Vega
Pour les articles homonymes, voir Vega (homonymie).
Orlando Vega, né le 16 juin 1968, à Brooklyn, à New York, est un ancien joueur portoricain de basket-ball. Il évolue durant sa carrière aux postes d'arrière et d'ailier.

## Palmarès
- 3e des Jeux panaméricains de 1999
- Vainqueur des Goodwill Games de 1994